# 아미르 알리 아자르피라
아미르 알리 하미드 아자르피라(페르시아어: امیرعلی حمید آذرپیرا,‎ 2002년 3월 26일~)는 이란의 레슬링 선수이다. 2024년 하계 올림픽 남자 자유형 레슬링 헤비급에서 동메달을 획득했다.